# Waterhen River (Manitobasee)
Waterhen River ist ein 52 km langer Zufluss des Manitobasees in der kanadischen Provinz Manitoba. „Waterhen“ ist der englische Begriff für Rallen.

## Verlauf
Der Waterhen River bildet den Abfluss des Lake Winnipegosis zum südlicher gelegenen Lake Manitoba. Er fließt am südöstlichen Ende des Lake Winnipegosis zuerst in nördlicher Richtung zum Waterhen Lake. Anschließend verlässt er diesen in südlicher Richtung zum Lake Manitoba.
Gleich südlich der Überquerung des Flusses durch die Provincial Road PR 328 (manchmal auch Highway 328 genannt) mittels der abgebildeten Brücke liegt mittig eine kleine Insel namens "Gabrielle-Roy Island". Der französische Name "Île Gabrielle-Roy" wurde von den zuständigen Behörden der Provinz abgelehnt, obwohl die Autorin Gabrielle Roy in Französisch schrieb und einige ihrer Leser 1990 eigens eine solche "Urkunde" geschrieben und inoffizielle Namensnennung vorgenommen hatten. Von ihr stammt auch ein Roman, der das Leben an diesem Wasserhuhn-Fluss zum Thema hat.